# برت بوشنل
برت بوشنل (انگلیسی: Bert Bushnell; ۳ سپتامبر ۱۹۲۱ – ۱۰ ژانویهٔ ۲۰۱۰) ورزشکار روئینگ اهل بریتانیا بود.
وی در مسابقات کشوری و بین‌المللی در مجموع برندهٔ ۱ مدال طلا شده‌است.